# Michał Ostrowski (prokurator)
Michał Ostrowski (ur. 19 marca 1973 w Radomsku) – polski prokurator, od 2023 zastępca prokuratora generalnego.

## Życiorys
Ukończył studia na Wydziale Prawa i Administracji Uniwersytetu Śląskiego.
W 1997 roku rozpoczął aplikacji prokuratorskiej w Prokuraturze Rejonowej w Jeleniej Górze. 1 października 2001 roku został powołany na stanowisko prokuratora Prokuratury Rejonowej w Jeleniej Górze, gdzie pod koniec 2002 roku został zastępcą prokuratora. Stanowisko to piastował do 31 maja 2006 roku.
1 września 2006 roku został powołany na stanowisko Prokuratura Okręgowego w Świdnicy, od 1 grudnia 2006 do 5 lipca 2007 roku pełnił funkcję zastępcy szefa tej jednostki, a następnie funkcję Prokuratora Okręgowego we Wrocławiu.
15 listopada 2007 roku został powołany na stanowisko prokuratora Prokuratury Apelacyjnej we Wrocławiu. Do 2008 roku równocześnie kierował jednostkami prokuratur okręgowych we Wrocławiu i w Jeleniej Górze. Następnie pracował w Prokuraturze Apelacyjnej we Wrocławiu.
15 marca 2016 roku objął stanowisko Dyrektora Departamentu do Spraw Przestępczości Gospodarczej w Prokuraturze Krajowej, a następnie został powołany na stanowisko prokuratora Prokuratury Krajowej. Zajmował się koordynacją spraw tzw. „dzikiej reprywatyzacji” i mafii VAT-owskich.
Jest członkiem Rady Programowej Krajowej Szkoły Sądownictwa i Prokuratury oraz Krajowej Rady Prokuratorów przy Prokuratorze Generalnym. Wchodzi także w skład Rady Naukowej Instytutu Ekspertyz Ekonomicznych i Finansowych w Łodzi.
W listopadzie 2023 został powołany na stanowisko zastępcy prokuratora generalnego przez premiera Mateusza Morawieckiego.

## Działania związane z zawiadomieniem o tzw. „zamachu stanu”
W dniu 10 lutego 2025 został zawieszony w czynnościach na okres 6 miesięcy przez ministra sprawiedliwości i prokuratora generalnego Adama Bodnara. Zarzucił on Ostrowskiemu „oczywistą i rażącą obrazę przepisów prawa”, która polegać miała m.in. na wszczęciu i prowadzeniu śledztwa bez rejestracji w systemie ewidencyjnym prokuratury. 11 sierpnia 2025 r. Sąd Dyscyplinarny przy Prokuratorze Generalnym wydłużył okres zawieszenia o kolejne pół roku.
Śledztwo miało dotyczyć popełnienia przestępstwa zamachu stanu przez premiera Donalda Tuska, marszałka Sejmu Szymona Hołownię, marszałek Senatu Małgorzatę Kidawę-Błońską, wszystkich ministrów, posłów i senatorów rządzącej koalicji KO-PSL-PL2050-NL, prezes Rządowego Centrum Legislacji Joannę Knapińską oraz niektórych sędziów i prokuratorów. 
Zawiadomienie o podejrzeniu popełnienia tego przestępstwa złożył w dniu 5 lutego, imiennie pod adresem Ostrowskiego, prezes Trybunału Konstytucyjnego Bogdan Święczkowski – były prokurator krajowy. Jest to bliski współpracownik Zbigniewa Ziobry, który sprawował urząd ministra sprawiedliwości i prokuratora generalnego przed objęciem funkcji przez Adama Bodnara. Był też dawniej przełożonym Ostrowskiego.